# Производство на облекло
Производството на облекло е един от 34-те подотрасъла на преработващата промишленост в Статистическата класификация на икономическите дейности за Европейската общност.
Секторът обхваща производството на всички видове облекло и други трикотажни и кожухарски изделия от всякакви материали чрез кроене и шиене на кожа или плат или чрез плетене.